# Локомотиви-пам'ятники України
Локомотиви-пам'ятники України — натурні зразки локомотивів в Україні, встановлені на постаментах на території історичних місць, депо, вокзалів, площ, парків тощо, а також представлені в залізничних музеях (на виставках рухомого складу).

## Загальна інформація
Станом на 2018 рік в Україні налічується 108 виставлених локомотивів: 84 паровози, 17 тепловозів, 6 електровозів та 1 мотовоз.
Найпопулярнішими в якості пам'ятників є наступні серії паровозів: Э (33 одиниці), 9П (13), СО (7).
Найбільше локомотивів-пам'ятників знаходиться у Донецькій (32), Харківській (17) та Дніпропетровській (11) областях. Лідерство за кількістю Донецької та Харківської областей пояснюється наявністю залізничних музеїв: Музею історії та розвитку Донецької залізниці в Донецьку та Музею історії та залізничної техніки Південної залізниці в Харкові. Немає локомотивів-пам'ятників в АР Крим, Житомирській та Тернопільській областях.
Деякі з локомотивів установлені на територіях підприємств, тому доступ до них обмежений. Також кілька натурних зразків локомотивів використовуються як тренажери в профільних закладах освіти.
Кілька локомотивів-пам'ятників останніми роками були порізані на металобрухт.

## Список локомотивів-пам'ятників

### Існуючі локомотиви-пам'ятники
| Населений пункт           | вид        | модель і номер                          | Місце | Рік установлення                | Короткі відомості, примітки | Зображення |
| ------------------------- | ---------- | --------------------------------------- | --- | ------------------------------- | --- | ---------- |
| Вінницька область         |            |                                         | |                                 | |            |
| Жмеринка                  | паровоз    | Су251-27                                | локомотивне депо Жмеринка                                                                                              | 1983                            | Пам'ятник на честь увіковічення трудового подвигу залізничників                                                                                              |            |
| Козятин                   | паровоз    | Л-2309                                  | станція Козятин I | 1987                            | Пам'ятник на честь військових та трудових традицій козятинських залізничників                                                                                |            |
| Волинська область         |            |                                         | |                                 | |            |
| Ковель                    | паровоз    | Су253-25                                | Привокзальна площа | 1984                            | Пам'ятник на честь 40-річчя звільнення Ковеля від фашистських загарбників                                                                                    |            |
| Дніпропетровська область  |            |                                         | |                                 | |            |
| Дніпро                    | паровоз    | СО17-1613                               | Станція Нижньодніпровськ-Вузол, вулиця Іларіонівська                                                                   | 1974                            | Пам'ятник на честь 30-річчя звільнення України від фашистських загарбників                                                                                   |            |
| Дніпро                    | електровоз | Д100М-024                               | Дніпровський електровозобудівний завод                                                                                 | 1984                            | Пам'ятник на честь 50-річчя ДЕВЗу |            |
| Дніпро                    | паровоз    | 9П-285                                  | Дніпровський електровозобудівний завод                                                                                 | 1987                            | Пам'ятник на честь 50-річчя ДЕВЗу |            |
| Дніпро                    | паровоз    | Эр786-87                                | Локомотивне депо ТЧ-1 Нижньодніпровськ-Вузол                                                                           | 2007                            | [ 9 ] |            |
| Дніпро                    | паровоз    | 100.13                                  | Дніпропетровський трубний завод                                                                                        | ?                               | [ 5 ] |            |
| Дніпро                    | тепловоз   | ТГМ23Б-044 (ТГМ23М-001)                 | Завод «Промтепловоз»                                                                                                   | 1980                            | Пам'ятник на честь опанування заводом капітального ремонту тепловозів. Номер на локомотиві змінено з 044 на 001                                              |            |
| Кам'янське                | паровоз    | 9П-2175                                 | Музей історії Дніпровського металургійного комбінату (раніше знаходився на території ДМК)                              | 1982                            | Останній паровоз ДМК |            |
| Кривий Ріг                | паровоз    | 9П-19497                                | Гірничо-металургійний комбінат «АрселорМіттал» (біля залізничного цеху № 2)                                            | 1973                            | Надпис: «17 квітня 1973 на заводі „Криворіжсталь“ загасили останній паровоз»                                                                                 |            |
| Кривий Ріг                | паровоз    | Эм733-69                                | Привокзальна площа (станція Кривий Ріг-Головний)                                                                       | 1997                            | Пам'ятний знак працівникам залізничного транспорту |            |
| П'ятихатки                | паровоз    | Эш−4256                                 | На в'їзді в місто | 1985                            | Пам'ятник паровозу-воїну, паровозу-трудівнику |            |
| Синельникове              | паровоз    | Эу686-20                                | Вулиця Музейна, біля школи № 5                                                                                         | 1989                            | [ 5 ] [ 15 ] |            |
| Донецька область          |            |                                         | |                                 | |            |
| Волноваха                 | паровоз    | Эр760-73                                | станція Волноваха | 2011                            | Пам'ятник на честь 130-річчя міста |            |
| Волноваха                 | паровоз    | Эр799-95                                | локомотивне депо Волноваха                                                                                             | ?                               | [ 18 ] |            |
| Горлівка                  | паровоз    | Эм−740-44                               | завод «Стирол» | 2012                            | |            |
| Дебальцеве                | паровоз    | ФД20-1393                               | Локомотивне депо Дебальцеве-Пасажирське (з 2010 по 2013 — Донецьк, Музей історії та розвитку Донецької залізниці)      | 2010; 2013                      | |            |
| Донецьк                   | електровоз | ВЛ60ПК-001                              | Музей історії та розвитку Донецької залізниці                                                                          | 2014                            | Експонат |            |
| Донецьк                   | паровоз    | 9П-388                                  | Донецький металургійний завод                                                                                          | 2013                            | |            |
| Донецьк                   | паровоз    | 9П-389                                  | Музей історії та розвитку Донецької залізниці                                                                          | 2002                            | Експонат |            |
| Донецьк                   | паровоз    | Л-1831                                  | Музей історії та розвитку Донецької залізниці                                                                          | ?                               | Експонат |            |
| Донецьк                   | паровоз    | ЛВ-0407                                 | Музей історії та розвитку Донецької залізниці                                                                          | 2011                            | Експонат |            |
| Донецьк                   | паровоз    | СО-17-3146                              | Музей історії та розвитку Донецької залізниці                                                                          | 2012                            | Експонат |            |
| Донецьк                   | паровоз    | Су−252-21                               | Музей історії та розвитку Донецької залізниці                                                                          | 2010                            | Експонат |            |
| Донецьк                   | паровоз    | ТЭ-6115                                 | Музей історії та розвитку Донецької залізниці                                                                          | ?                               | Експонат |            |
| Донецьк                   | паровоз    | ФД20-2714                               | Музей історії та розвитку Донецької залізниці                                                                          | 2010                            | Експонат |            |
| Донецьк                   | паровоз    | Ь-2062                                  | Музей історії та розвитку Донецької залізниці                                                                          | ?                               | Експонат |            |
| Донецьк                   | паровоз    | Эм−722-81                               | Музей історії та розвитку Донецької залізниці                                                                          | 2009                            | Експонат |            |
| Донецьк                   | паровоз    | Эм−735-76                               | Музей історії та розвитку Донецької залізниці                                                                          | ?                               | Експонат |            |
| Донецьк                   | паровоз    | Эр−798-69                               | Музей історії та розвитку Донецької залізниці                                                                          | 2009                            | Експонат |            |
| Донецьк                   | паровоз    | Эу−714-37                               | Музей історії та розвитку Донецької залізниці                                                                          | 2001                            | Експонат |            |
| Донецьк                   | тепловоз   | ТГМ23Б-3390                             | Музей історії та розвитку Донецької залізниці                                                                          | ?                               | Експонат |            |
| Донецьк                   | тепловоз   | ТГМ9-0001                               | Музей історії та розвитку Донецької залізниці                                                                          | 2007                            | Експонат |            |
| Донецьк                   | тепловоз   | ТУ2-040                                 | Музей історії та розвитку Донецької залізниці                                                                          | ?                               | Експонат |            |
| Донецьк                   | тепловоз   | ТУ4-2822                                | Музей історії та розвитку Донецької залізниці                                                                          | 2003                            | Експонат |            |
| Донецьк                   | тепловоз   | ТУ7-2734                                | Музей історії та розвитку Донецької залізниці                                                                          | ?                               | Експонат |            |
| Донецьк                   | тепловоз   | ТЭЗ-7643                                | Музей історії та розвитку Донецької залізниці                                                                          | ?                               | Експонат |            |
| Донецьк                   | тепловоз   | ЧМЭ5-0008                               | Музей історії та розвитку Донецької залізниці                                                                          | 2002                            | Експонат |            |
| Іловайськ                 | паровоз    | Эм−734-24                               | Локомотивне депо Іловайськ                                                                                             | 2003                            | |            |
| Краматорськ               | паровоз    | 9П-337                                  | Привокзальна площа | 1985, переміщений у 2021        | Пам'ятник на честь залізничників металургійного заводу |            |
| Лиман                     | паровоз    | Эр−761-01                               | Дорожньо-технічна школа                                                                                                | ?                               | |            |
| Лиман                     | тепловоз   | 2ТЭ121-001                              | Дорожньо-технічна школа                                                                                                | ?                               | |            |
| Лиман                     | електровоз | ВЛ8-313                                 | Дорожньо-технічна школа                                                                                                | 2003                            | |            |
| Маріуполь                 | паровоз    | 9П-18412                                | Маріупольський металургійний комбінат                                                                                  | 1965                            | |            |
| Слов'янськ                | паровоз    | Эу−684-37                               | станція Слов'янськ | 1975                            | Пам'ятник на честь 40-річчя стаханівського руху |            |
| Ясинувата                 | паровоз    | Ов−5769                                 | Біля Будинку культури залізничників                                                                                    | 1972                            | Пам'ятник-музей на честь 100-річчя міста |            |
| Закарпатська область      |            |                                         | |                                 | |            |
| Батьово                   | паровоз    | 9П-18430                                | станція Батьово; територія вантажного митного комплексу «Термінал-Карпати»                                             | ?                               | |            |
| Колочава                  | паровоз    | Гр-286                                  | Музей «Колочавська вузькоколійка»                                                                                      | 2008                            | У складі потягу-музею «Колочавська вузькоколійка», що складається з діючого паровоза та 10 вагонів                                                           |            |
| Запорізька область        |            |                                         | |                                 | |            |
| Запоріжжя                 | паровоз    | 9П-260                                  | комбінат «Запоріжсталь»                                                                                                | 1984                            | Пам'ятник на честь 50-річчя заснування залізничного цеху комбінату «Запоріжсталь»                                                                            |            |
| Запоріжжя                 | паровоз    | Кп4-456                                 | запорізька дитяча залізниця                                                                                            | 1982                            | Перший паровоз, який з 1972 по 1974 рік працював на Запорізькій дитячій залізниці                                                                            |            |
| Мелітополь                | паровоз    | Эм−731-23                               | станція Мелітополь | 1984                            | Пам'ятник на честь 200-річчя Мелітополя |            |
| Пологи                    | паровоз    | Эр−772-22                               | станція Пологи | 2005                            | |            |
| Івано-Франківська область |            |                                         | |                                 | |            |
| Вигода                    | паровоз    | Пт4-274                                 | станція Вигода | ?                               | |            |
| Івано-Франківськ          | паровоз    | 9П-470                                  | Івано-Франківський локомотиворемонтний завод (до 2021), Привокзальний сквер (із 2021)                                  | 1981                            | Пам'ятник на честь 115-річчя заснування заводу |            |
| Київ                      |            |                                         | |                                 | |            |
|                           | електровоз | ЧС4-072                                 | виставка на станції Київ-Пасажирський                                                                                  | 2013                            | |            |
|                           | паровоз    | 9П-17485                                | Державний політехнічний музей при НТУУ КПІ                                                                             | 2001                            | експонат |            |
|                           | паровоз    | ИС20-578 (ФДп20-578)                    | Локомотивне депо Київ-Пасажирський                                                                                     | 1982                            | |            |
|                           | паровоз    | Л-3191                                  | виставка на станції Київ-Пасажирський                                                                                  | 2010-ті                         | |            |
|                           | паровоз    | СО17-4371                               | виставка на станції Київ-Пасажирський                                                                                  | 2010-ті                         | |            |
|                           | паровоз    | Эр−773-59                               | виставка на станції Київ-Пасажирський                                                                                  | 2010-ті                         | |            |
|                           | тепловоз   | ТЭ3-2068                                | виставка на станції Київ-Пасажирський                                                                                  | 2012                            | |            |
|                           | тепловоз   | ЧМЕ2-333                                | виставка на станції Київ-Пасажирський                                                                                  | 2012                            | |            |
|                           | паровоз    | Ов-2611                                 | Київська дитяча залізниця                                                                                              | 2019                            | макет |            |
|                           | паровоз    | макет                                   | парк з південної сторони станції Дарниця                                                                               | 2013                            | Пам'ятник воїнам-залізничникам |            |
| Київська область          |            |                                         | |                                 | |            |
| Боярка                    | паровоз    | К157-76                                 | станція Боярка | 1989                            | Пам'ятник вузькоколійці як символ порятунку Києва від паливної кризи взимку 1921 року                                                                        |            |
| Фастів                    | паровоз    | Ов−2611                                 | станція Фастів I | 2015                            | Відіграє символічну роль паровозу Музею-вагону злуки УНР та ЗУНР                                                                                             |            |
| Кіровоградська область    |            |                                         | |                                 | |            |
| Гайворон                  | паровоз    | Мт-202                                  | На розі вулиць Василя Стуса та Степана Руданського                                                                     | 1984                            | |            |
| Долинська                 | паровоз    | Эу−681-59                               | станція Долинська | 1983                            | |            |
| Знам'янка                 | паровоз    | Эу−683-21                               | станція Знам'янка-Пасажирська                                                                                          | 1981                            | Пам'ятник паровозу, що першим прибув в звільнену Знам'янку 9 грудня 1943 року і проклав дорогу для військових ешелонів в наступі на Кіровоградському напрямі |            |
| Помічна                   | паровоз    | Эр−766-26                               | станція Помічна | 2007                            | До паровозу причеплений вагон ВЛК 1917 року побудови, в якому розташовується музей                                                                           |            |
| Луганська область         |            |                                         | |                                 | |            |
| Луганськ                  | паровоз    | СО17-1000                               | перед прохідною заводу «Луганськтепловоз»                                                                              | 1978                            | Тисячний паровоз, зібраний після Другої світової війни Ворошиловградським заводом в листопаді 1949 р.                                                        |            |
| Сватове                   | паровоз    | Эр−798-44                               | Привокзальна площа | 1995                            | Пам'ятник на честь 125-річчя Донецької залізниці |            |
| Львівська область         |            |                                         | |                                 | |            |
| Львів                     | паровоз    | 9П-460                                  | Локомотивне депо Львів-Захід                                                                                           | ?                               | В'їзний знак локомотивного депо Львів-Захід |            |
| Львів                     | паровоз    | Ь-2137                                  | Музей рухомого складу Львівської залізниці                                                                             | 2009                            | Експонат |            |
| Миколаївська область      |            |                                         | |                                 | |            |
| Миколаїв                  | паровоз    | Гр-334                                  | Дитяче містечко «Казка»                                                                                                | 1985                            | Атракціон і місця для ігор дітей |            |
| Новий Буг                 | паровоз    | Гр-???                                  | Парк по вулиці Гребеннікова                                                                                            | ?                               | Атракціон |            |
| Одеська область           |            |                                         | |                                 | |            |
| Одеса                     | паровоз    | Ов−3818                                 | Меморіал героїчної оборони Одеси 411-а батарея                                                                         | 1973                            | Відіграє символічну роль паровозу бронепоїзду |            |
| Полтавська область        |            |                                         | |                                 | |            |
| Гребінка                  | паровоз    | Эм−733-08                               | Локомотивне депо Гребінка                                                                                              | 2014                            | |            |
| Рівненська область        |            |                                         | |                                 | |            |
| Антонівка                 | мотовоз    | МУЗ-1479 «Онежец»                       | Музей вузькоколійної залізниці Антонівка — Зарічне                                                                     | 2017                            | Експонат |            |
| Антонівка                 | тепловоз   | ТУ6                                     | Музей вузькоколійної залізниці Антонівка — Зарічне                                                                     | ?                               | Експонат |            |
| Севастопіль               |            |                                         | |                                 | |            |
| Севастополь               | паровоз    | Эл−2500                                 | Парк біля вокзалу | 1967                            | Відіграє символічну роль паровозу бронепотяга «Железняков»                                                                                                   |            |
| Сумська область           |            |                                         | |                                 | |            |
| Буринь                    | паровоз    | Эр−791-40                               | станція Путивль | 2013                            | Пам'ятник на честь подвигу залізничників-учасників бойових дій, воїнів-визволителів і героїв партизанського руху Другої світової війни                       |            |
| Путивльський район        | паровоз    | Эр−799-02                               | Музей партизанської слави «Спадщанський ліс»                                                                           | ?                               | Експонат |            |
| Ромни                     | паровоз    | СО18-2117 (частина паровоза)            | станція Ромни | 2000                            | |            |
| Тростянець                | паровоз    | Эм−708-89                               | локомотивне депо Смородине                                                                                             | 1985                            | Пам'ятник праці на честь стаханівського руху |            |
| Тростянець                | паровоз    | Эр−716-17 (справжній номер — Эр 774-13) | локомотивне депо Смородине                                                                                             | ?                               | |            |
| Харківська область        |            |                                         | |                                 | |            |
| Куп'янськ-Вузловий        | паровоз    | Эм−725-24                               | локомотивне депо Куп'янськ                                                                                             | 2001                            | Пам'ятник на честь 100-річчя депо Куп'янськ |            |
| Харків                    | електровоз | ВЛ22М−572                               | Музей історії та залізничної техніки Південної залізниці                                                               | 2013                            | Експонат |            |
| Харків                    | електровоз | ЧС2-357                                 | Музей історії та залізничної техніки Південної залізниці                                                               | 2014                            | Експонат |            |
| Харків                    | тепловоз   | 2М62-1064                               | локомотивне депо Основа                                                                                                | 2012                            | |            |
| Харків                    | тепловоз   | 2М62-1155                               | Музей історії та залізничної техніки Південної залізниці                                                               | 2014                            | Експонат |            |
| Харків                    | тепловоз   | ТЭ10-006                                | Музей історії та залізничної техніки Південної залізниці (з 1981 по 2014 — Лубни, Лубенський центр професійної освіти) | 1981; 2014                      | Експонат |            |
| Харків                    | тепловоз   | ТГК2-7933                               | Музей історії та залізничної техніки Південної залізниці                                                               | 2014                            | Експонат |            |
| Харків                    | тепловоз   | ТЭП60-1078                              | Музей історії та залізничної техніки Південної залізниці                                                               | 2013                            | Експонат |            |
| Харків                    | паровоз    | 9П-749                                  | Музей історії та залізничної техніки Південної залізниці (з 1984 по 2013 — депо Основа)                                | 1984; 2014                      | Експонат |            |
| Харків                    | паровоз    | СО17-1900                               | Завод імені В. О. Малишева                                                                                             | 1995                            | Пам'ятник на честь 100-річчя заводу ім. В. А. Малишева |            |
| Харків                    | паровоз    | СО17-2327                               | депо Основа | 2002                            | |            |
| Харків                    | паровоз    | ФД20-2238                               | перед станцією Харків-Пасажирський з півдня                                                                            | ?                               | Пам'ятник залізничникам з написом «Слава трудівникам сталевих магістралей!»                                                                                  |            |
| Харків                    | паровоз    | ФД20-2560                               | Музей історії та залізничної техніки Південної залізниці                                                               | 1985 в Гребінці; 2014           | Експонат |            |
| Харків                    | паровоз    | Эр−774-40                               | Музей історії та залізничної техніки Південної залізниці (до 2014 — Тростянець, станція Смородине)                     | 2014                            | Експонат |            |
| Харків                    | паровоз    | Эу−677-49                               | депо Харків-Головне | 1975                            | Пам'ятник воїнам-залізничникам колони НКШС № 10 |            |
| Херсонська область        |            |                                         | |                                 | |            |
| Таврійськ                 | паровоз    | Кп4-468                                 | На розі вулиць Незалежності та 8 Березня                                                                               | 1979 (на станції Каховка); 2006 | Пам'ятник залізничникам |            |
| Хмельницька область       |            |                                         | |                                 | |            |
| Шепетівка                 | паровоз    | 9П-610                                  | біля Музею пропаганди                                                                                                  | 1984                            | |            |
| Черкаська область         |            |                                         | |                                 | |            |
| Канів                     | паровоз    | Од−1147                                 | Музей військової техніки під відкритим небом                                                                           | 1980                            | Відіграє символічну роль паровозу бронепотягу № 56. Пам'ятник до 35-річчя перемоги у війні над нацистською Німеччиною                                        |            |
| Сміла                     | паровоз    | Су−216-32                               | станція імені Тараса Шевченка                                                                                          | 1976                            | Пам'ятник на честь 100-річчя заснування залізничного вузла ім. Т. Г. Шевченка                                                                                |            |
| Христинівка               | паровоз    | Эр−773-06                               | поблизу вокзалу станції Христинівка                                                                                    | 2011                            | |            |
| Чернівецька область       |            |                                         | |                                 | |            |
| Чернівці                  | паровоз    | 159—495                                 | Локомотивне депо Чернівці                                                                                              | ?                               | |            |
| Чернігівська область      |            |                                         | |                                 | |            |
| Бахмач                    | паровоз    | Эм−736-17                               | станція Бахмач-Пасажирський                                                                                            | 1988                            | Пам'ятник на честь бойових і трудових подвигів залізничників                                                                                                 |            |
| Пам'ятне                  | паровоз    | Эр−799-13                               | Меморіал пам'яті героїв Крут                                                                                           | 2008                            | |            |
| Сновськ                   | паровоз    | Л-0132 (частина паровоза)               | депо Сновськ | 1988                            | Пам'ятник на честь 115-річчя локомотивного депо Сновськ |            |

### Втрачені локомотиви-пам'ятники
| Регіон               | Населений пункт | Локомотив          | Місце                                  | Рік установлення | Рік демонтажу | Короткі відомості, примітки                                                                     | Зображення |
| -------------------- | --------------- | ------------------ | -------------------------------------- | ---------------- | ------------- | ----------------------------------------------------------------------------------------------- | ---------- |
| Донецька область     | Волноваха       | Тепловоз ЧМЭ5-0012 | Залізнична станція Волноваха           | 2002             | 2011          | Пам'ятник на честь 120-річчя з дня відкриття руху на Маріупольській ділянці Донецької залізниці |            |
| Харківська область   | Харків          | Паровоз 9П-746     | Парк «Юність»                          | ?                | 2008          |                                                                                                 |            |
| Херсонська область   | Херсон          | Паровоз Эр−785-21  | Локомотивне депо Херсон                | ?                | ?             |                                                                                                 |            |
| Чернігівська область | Чернігів        | Паровоз Л-1038     | Центральний парк культури і відпочинку | 1987             | 2007          |                                                                                                 |            |

## Список локомотивів-тренажерів
| Регіон             | Населений пункт | Локомотив           | Місце                                                     | Рік установлення | Короткі відомості, примітки                          | Зображення |
| ------------------ | --------------- | ------------------- | --------------------------------------------------------- | ---------------- | ---------------------------------------------------- | ---------- |
| Полтавська область | Кременчук       | Тепловоз 2TE116-827 | Кременчуцький коледж транспортної інфраструктури          | ?                | Зараз на локомотиві вказано інший номер: 2ТЕ116-777. |            |
| Харківська область | Харків          | Тепловоз ТЭ3-У1     | Український державний університет залізничного транспорту | ?                |                                                      |            |

## Інша залізнична техніка в якості пам'ятників
Крім локомотивів, в Україні в якості пам'ятників та музейних експонатів наявна й інша залізнична техніка: дизель-поїзд ДР1А-129 та електропоїзди ЭР2-33609 і Ср3-1524 (у Музеї історії Південної залізниці в Харкові), а також вагони, вагонетки, спецтехніка, дрезини, автодрезини та трамваї.